# Paulo e Virgínia
Paul et Virginie (em português: Paulo e Virgínia) é um romance escrito em 1787, por Bernardin de Saint-Pierre, escritor francês.

## Histórico
Quando Paulo e Virgínia foi publicado, em 1788, teve tão grande êxito que foi traduzido, desde então, para diversos idiomas, entre eles o inglês, alemão, espanhol, grego, polonês, italiano, armênio, português, húngaro, holandês e russo, passando a pertencer ao domínio público internacional, tornando-se um clássico da literatura universal.
Escrito no final do século XVIII, traduziu o ideal do iluminismo, então em seu apogeu: defendeu uma sociedade ideal, onde a felicidade dependeria do respeito aos direitos humanos. Saint-Pierre utilizou os conceitos de Jean-Jacques Rousseau, defendendo uma educação do homem natural longe da civilização, no enriquecimento de seu caráter com noções de honestidade e moralismo. Dessa forma, ambientou sua história numa ilha do Oceano Índico, a Ilha Maurício, na época chamada Ilha da França, por pertencer àquele país.
A exuberância, o exotismo e o isolamento da ilha serviram de cenário para o amor adolescente de Paulo e Virgínia, um amor primeiro, inocente e trágico. O gosto pela solidão prenunciava o romantismo.
O naufrágio do navio Saint-Géran, relatado no romance, realmente aconteceu, em 1744, e o autor partiu de um fato verídico para expor um romance pastoral exótico.
O autor se dizia ser inspirado por seu amor frustrado por Françoise Robin. Além do cenário exótico e uma descrição de uma sociedade idílica, Bernardin de Saint-Pierre nesta novela expõe sua visão pessimista da vida. Paulo e Virgínia descreve os grandes sentimentos de amor e nostalgia do paraíso perdido.

## Sumário

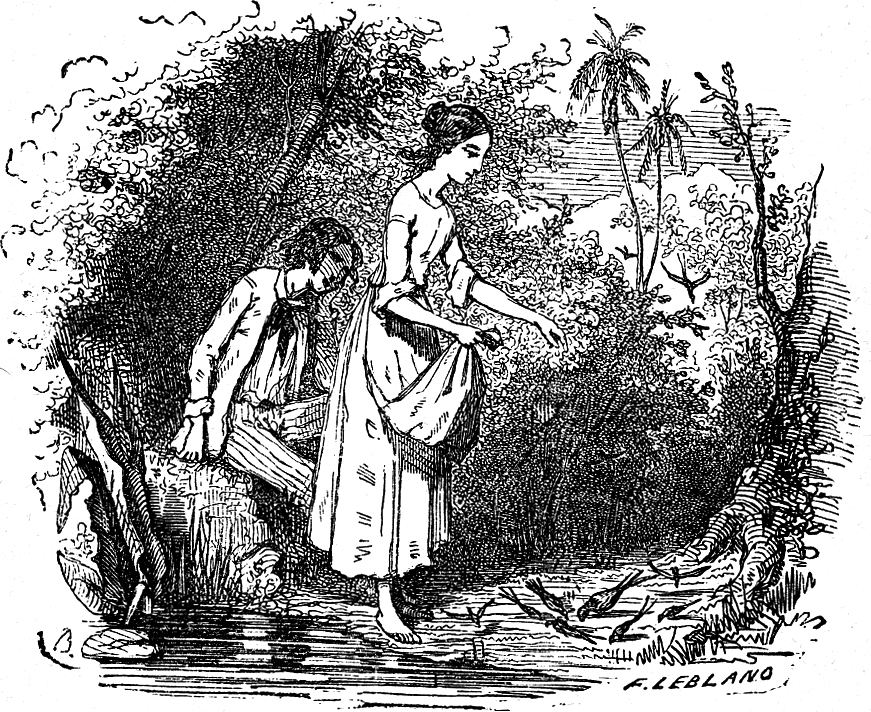
Ilustrações de Demarle Bertall. Paris: Garnier, 1885

O romance Paulo e Virgínia relata a história de duas crianças que vivem na Ilha de França (posteriormente chamada Ilha Maurício). A partir de duas famílias diferentes, são criados em comum, como irmão e irmã no esplendor natural do cenário tropical.
Na adolescência, surgem sentimentos românticos entre os dois personagens, mas a mãe de Virgínia, percebendo o envolvimento, decide mantê-los longe e a envia para estudar na França.
Vários anos mais tarde, Virgínia anuncia o seu regresso à Ilha Maurício, mas o navio que a traz de volta é pego em uma tempestade e naufraga nas rochas, sob o olhar de desespero de Paulo. Não demora muito para ele sucumbir à dor da sua perda.